# Gymnopilus viridans

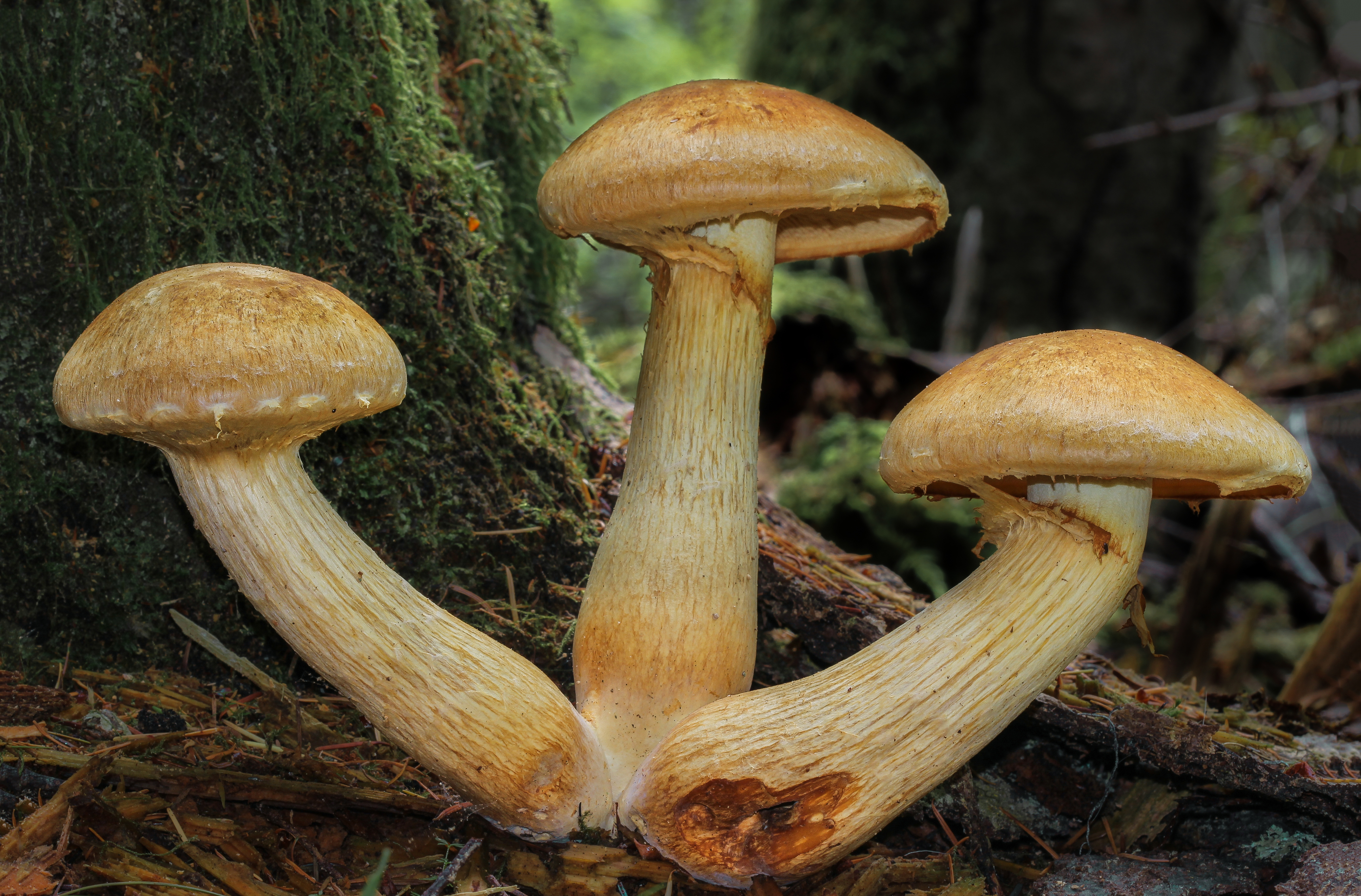
Gymnopilus viridans (Murrill) Hesler

Il Gymnopilus viridans è un fungo raramente documentato. Contiene gli allucinogeni psilocibina e psilocina. L'ultima raccolta conosciuta proveniva da Washington, negli Stati Uniti (1912).

## Descrizione
- Cappello:  — 8 cm, spesso, convesso con un grande umbone, ocraceo, asciutto, con squame chiare di colore bruno rossastro chiaro che sono sparse ma diventano più dense verso il centro; carne soda, che si chiazza di verde quando viene toccata.
- Lamelle: adnate, larghe, con bordi ondulati, colore da marrone sporco a marrone ruggine con l'età.
- Spore: marrone ruggine.
- Gambo:  — spesso, che va ingrandendo sotto, solido, sodo, colorato come il cappuccio
- Caratteristiche microscopiche: Spore (6) 7 x 8,5 x (3,5) 4 - 5 μm di ellissoide, non destrinoide, minutamente verruculosa, con punta obliqua a un'estremità, assenza di pori germinali. Pleurocistidi assenti, Cheilocistidi 20 - 26 x 5 - 7 μm, caulocistidi 35 - 43 x 4 - 7 μm.

## Habitat e formazione
Gymnopilus viridans cresce cespitoso sui legni di conifera da giugno a novembre.